# Łęczenko (przystanek kolejowy)
Łęczenko – zlikwidowany przystanek kolei wąskotorowej (Białogardzka Kolej Dojazdowa) w Łęczenku, w województwie zachodniopomorskim, w Polsce.